# Liste der Gemeindeverbände im Département Landes
Das Département Landes liegt in der Region Nouvelle-Aquitaine in Frankreich. Es untergliedert sich in 18 Gemeindeverbände.
Siehe auch: Liste der Gemeinden im Département Landes

## Gemeindeverbände

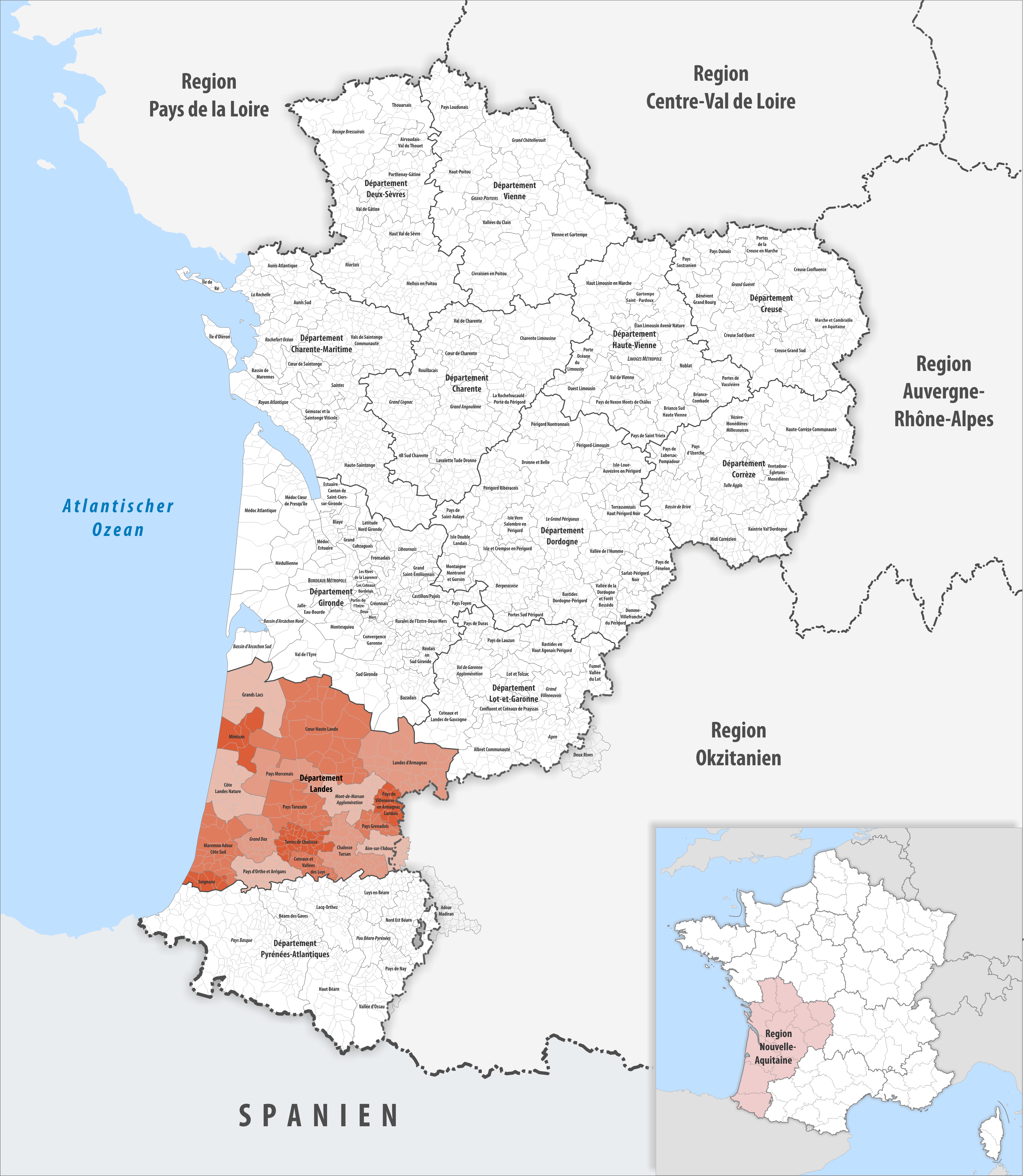
Gemeindeverbände im Département Landes

| Gemeindeverband                        | Gemeinden im Départ./Verband | Einwohner 1. Januar 2022 | Fläche km² | Dichte Einw./km² | SIREN- Nummer | Rechtsform                 | Gründungsdatum     |
| -------------------------------------- | ---------------------------- | ------------------------ | ---------- | ---------------- | ------------- | -------------------------- | ------------------ |
| Aire-sur-l’Adour                       | 12/22                        | 12.922                   | 300,60     | 43               | 200 030 435   | Communauté de communes     | 21. Dezember 1992  |
| Chalosse Tursan                        | 50/50                        | 26.170                   | 587,03     | 45               | 200 069 649   | Communauté de communes     | 5. Dezember 2016   |
| Cœur Haute Lande                       | 26/26                        | 16.305                   | 1.786,37   | 9                | 200 069 656   | Communauté de communes     | 5. Dezember 2016   |
| Côte Landes Nature                     | 10/10                        | 12.672                   | 607,33     | 21               | 244 000 857   | Communauté de communes     | 21. Dezember 2001  |
| Coteaux et Vallées des Luys            | 16/16                        | 7.647                    | 186,57     | 41               | 244 000 881   | Communauté de communes     | 10. September 2005 |
| Grand Dax                              | 20/20                        | 58.036                   | 344,25     | 169              | 244 000 675   | Communauté d’agglomération | 27. Dezember 1993  |
| Grands Lacs                            | 7/7                          | 32.874                   | 667,52     | 49               | 244 000 873   | Communauté de communes     | 15. November 2002  |
| Landes d’Armagnac                      | 27/27                        | 10.743                   | 1.063,95   | 10               | 200 035 541   | Communauté de communes     | 17. Dezember 2012  |
| Maremne Adour Côte Sud                 | 23/23                        | 71.315                   | 603,93     | 118              | 244 000 865   | Communauté de communes     | 21. Dezember 2001  |
| Mimizan                                | 6/6                          | 12.927                   | 360,49     | 36               | 244 000 543   | Communauté de communes     | 27. Dezember 1999  |
| Mont-de-Marsan Agglomération           | 18/18                        | 56.042                   | 481,10     | 116              | 244 000 808   | Communauté d’agglomération | 29. Dezember 1998  |
| Pays de Villeneuve en Armagnac Landais | 12/12                        | 6.249                    | 214,01     | 29               | 244 000 774   | Communauté de communes     | 31. Dezember 1997  |
| Pays Grenadois                         | 11/11                        | 7.713                    | 166,69     | 46               | 244 000 824   | Communauté de communes     | 29. Dezember 1998  |
| Pays Morcenais                         | 6/6                          | 9.434                    | 518,08     | 18               | 244 000 691   | Communauté de communes     | 8. Juni 1994       |
| Pays d’Orthe et Arrigans               | 24/24                        | 24.363                   | 390,67     | 62               | 200 069 417   | Communauté de communes     | 2. Dezember 2016   |
| Pays Tarusate                          | 17/17                        | 18.074                   | 599,56     | 30               | 244 000 766   | Communauté de communes     | 26. Dezember 1996  |
| Seignanx                               | 8/8                          | 29.658                   | 149,77     | 198              | 244 000 659   | Communauté de communes     | 23. Dezember 1993  |
| Terres de Chalosse                     | 34/34                        | 18.276                   | 312,08     | 59               | 200 069 631   | Communauté de communes     | 2. Dezember 2016   |